# Symplecis paradoxa
Symplecis paradoxa là một loài tò vò trong họ Ichneumonidae.